# Ourapteryx malatyensis
Ourapteryx malatyensis är en fjärilsart som beskrevs av Eugen Wehrli 1936. Ourapteryx malatyensis ingår i släktet Ourapteryx och familjen mätare. Inga underarter finns listade i Catalogue of Life.